# Смуток Ігор Іванович
Смуток Ігор Іванович — дослідник галицької шляхти, доктор історичних наук, професор кафедри всесвітньої історії та спеціальних історичних дисциплін.

## Життєпис
Народився в 1974 р. У 1991–1996 рр. навчався на історичному факультеті Київського університету ім. Т. Шевченка. У 1996–1997 рр. і з 1999 р. працює в Дрогобицькому державному педагогічному університеті ім. І. Франка на історичному факультеті.
У 2001 році захистив дисертацію на тему «Королівські столові маєтки в Галичині наприкінці XVI – XVIII ст.»
З 2001 р. — доцент кафедри Всесвітньої історії. З 2005 р. — доцент кафедри давньої історії  України та спеціальних історичних дисциплін.
З 2013 р. — докторант Інституту української археографії та джерелознавства ім. М.Грушевського НАН України.
25 жовтня 2018 року захистив докторську дисертацію на тему «Руська шляхта Перемишльської землі (XIV – XVIII ст.). Історико-генеалогічне дослідження».
З 2020 р. – професор кафедри всесвітньої історії та спеціальних історичних дисциплін.
Член Українського геральдичного товариства.

## Наукова діяльність
У 1997 – 2003 рр. досліджував історію Самбірської економії, опрацював документальні збірки архівів та бібліотек Львова та Варшави. Упорядкував та систематизував матеріали до історії міст і сіл Самбірщини, Старосамбірщини, Турківщини, Дрогобиччини.
З 2003 р. вивчає історію шляхетських родів Прикарпаття, досліджує демографічні, конфесійні, соціальні, суспільні аспекти життя української  шляхти. Вивчає і реконструює генеалогію шляхетських родів XV – XIX ст.  Продовжує вивчати історію міст і сіл Прикарпаття, досліджує теоретичні і прикладні питання джерелознавства України XV – XVIII ст. та спеціальних історичних дисциплін, зокрема, генеалогії, сфрагістики, дипломатики, геральдики, історичної метрології, історичної демографії.